# Dietmar Petschl
Dietmar Petschl (* 21. November 1971 in Linz) ist ein österreichischer Journalist und DJ.

## Leben
Seit Ende der 1980er Jahre arbeitet Petschl unter dem Künstlernamen DJ DeeDee als Discjockey, unter anderem in der Wiener Diskothek U4 und dem Cabaret Fledermaus. Von 1998 bis 2003 präsentierte er seine wöchentliche Musiksendung Studio23 beim Wiener Radiosender Orange 94.0.
Seit 2007 arbeitet Petschl für die Kulturredaktion des ORF, seit 2017 ist er dort Ressortleiter im Bereich Pop/Rock/Jazz.
Im Jahr 2018 präsentierte Petschl sein Regiedebüt als Dokumentarfilmer. In Wiener Nächte – Musik und Melancholie porträtierte er Ernst Molden, Willi Resetarits, Voodoo Jürgens, Der Nino aus Wien, Birgit Denk, Sibylle Kefer, 5/8erl in Ehr’n, Attwenger und Wanda. 2019 Co-produzierte er den Dokumentarfilm Bilderbuch – Ein Österreichisches Popmärchen über die Band Bilderbuch produziert, der Film wurde am 6. Oktober 2019 auf ORF2 uraufgeführt. Es folgte 2024 der Film Shake Stew - Jazz für Alle auf ORF 2 über  die österreichische Jazzband Shake Stew.